# Jarosław Mogutin
Jarosław „Sława” Mogutin, Jarosław Jurjewicz Mogutin (ros. Ярослав Юрьевич Могутин) (ur. 12 kwietnia 1974 w Kiemierowie na Syberii) – rosyjski artysta, przebywający od 1995 na emigracji w Nowym Jorku. Jest gejem, przedstawicielem kultury queer.

## Życiorys
Kontrowersyjny poeta i prozaik, a także fotograf, artysta malarz i pornomodel. Zagrał w gejowskiej produkcji Skin Flic pod pseudonimem Tom International (reż. Bruce LaBruce). Autor siedmiu książek o życiu społeczności LGBT (nie ukazały się w Polsce): Ćwiczenia językowe (1997), Ameryka w moich spodniach (1999), 30 wywiadów (2001), SuperMogutin. Nadludzkie superteksty (2000), Romans z Niemcem (2000), Muskuł termojądrowy (2001), Deklaracja niezależności (2004).
Laureat Nagrody im. Andrieja Biełego (2000).